# 小林敬明
小林 敬明（こばやし たかあき、1973年 – ）は、日本のソフトウェア開発者、実業家。株式会社TransRecog代表取締役CEO。情報処理学会論文誌に研究論文を発表したほか、公的機関による表彰として中小企業庁長官賞や、東京都の世界発信コンペティション（サービス部門受賞）、かわさき起業家賞等を受賞している。PDF上に注釈レイヤーを重ねるソフトウェア「AxelaNote」の開発で知られる。

## 経歴
東京理科大学理学部応用数学科卒業、東京都立大学（旧・首都大学東京）大学院社会科学研究科経営学専攻（MBA）修了。大学在学中、プレイステーション用ゲーム『アランドラ』の開発にプログラマとして参加したとされる。卒業後、日立製作所、マイクロソフト、丸紅情報システムズでシステムエンジニア／プロジェクトマネージャを務めた。2017年11月、株式会社TransRecogを設立し代表取締役CEOに就任した。2022年以降、起業支援機関の登壇者・紹介ページでも人物プロフィールが掲載されている。

## 業績
2018年、情報処理学会「数理モデル化と応用」において、多目的遺伝的アルゴリズム（NSGA-II）を用いたITプロジェクトのスケジューリング手法に関する論文を発表した。  
「AxelaNote」は、PDF等の上に透過レイヤーを重ねて注釈を付す方式を採るソフトウェアで、編集記事としてITmedia、窓の杜、週刊アスキー、創業手帳などで紹介されている。新聞紙面でも紹介がある。

## 受賞歴
- 東京都 世界発信コンペティション サービス部門 受賞（2020年12月1日）[5]
- 中小企業庁長官賞（第5回全国創業スクール選手権、2019年2月14日）[4]
- かわさき起業家賞／よい仕事おこし賞（第113回、2018年6月8日）[6]
- 北海道起業家万博賞（NICT賞、2018年10月31日）[17]

## 寄稿
小林はBusiness Journal等への寄稿・協力実績がある。